# توماس ميلر (سياسي)
توماس ميلر هو صحفي وسياسي كندي، ولد في 21 يوليو 1876 في كندا، وتوفي في 20 يونيو 1945 في ريجاينا في كندا. انتخب الحاكم العام لمقاطعة ساسكاتشوان ‏ (1945 – 1945).